# Henri Lauvaux
Henri Lauvaux (* 9. Oktober 1900 in Châlons-en-Champagne; † 19. Juli 1970 in Paris) war ein französischer Langstreckenläufer.
Bei den Olympischen Spielen 1924 in Paris wurde er Elfter über 10.000 m. Im Crosslauf wurde er Fünfter der Einzelwertung bei der in die Sportgeschichte eingegangenen Hitzeschlacht von Colombes und gewann mit der französischen Mannschaft Bronze.
1928 erreichte er bei den Olympischen Spielen in Amsterdam über 10.000 m nicht das Ziel.
1924 wurde er mit seiner persönlichen Bestzeit von 32:46,8 min nationaler Vizemeister über 10.000 m, 1928 holte er über dieselbe Distanz den Titel.
Sein älterer Bruder Gustave Lauvaux war ebenfalls als Crossläufer erfolgreich.